# Tallinn Trophy de 2015
Tallinn Trophy de 2015 foi a quinta edição do Tallinn Trophy, um evento anual de patinação artística no gelo e que fez parte do Challenger Series de 2015–16. A competição foi disputada entre os dias 18 de novembro e 22 de novembro, na cidade de Tallinn, Estônia.
Também foram disputados eventos de níveis júnior e noviço, porém não fazem parte do Challenger Series.

## Eventos
- Individual masculino
- Individual feminino
- Dança no gelo

## Medalhistas
| Evento                                  | Ouro                                           | Prata                                               | Bronze                                               |
| Sênior                                  |                                                |                                                     |                                                      |
| Individual masculino detalhes           | Max Aaron · Estados Unidos                     | Dmitri Aliev · Rússia                               | Deniss Vasiļjevs · Letônia                           |
| Individual feminino detalhes            | Maria Sotskova · Rússia                        | Elizabet Tursynbayeva · Cazaquistão                 | Tyler Pierce · Estados Unidos                        |
| Duplas detalhes                         | Aliona Savchenko · Bruno Massot · Alemanha     | Mari Vartmann · Ruben Blommaert · Alemanha          | Amani Fancy · Christopher Boyadji · Reino Unido      |
| Dança no gelo detalhes                  | Isabella Tobias · Ilia Tkachenko · Israel      | Federica Testa · Lukáš Csölley · Eslováquia         | Cecilia Törn · Jussiville Partanen · Finlândia       |
| Júnior                                  |                                                |                                                     |                                                      |
| Individual masculino detalhes           | Dmitry Bushlanov · Rússia                      | Igor Efimchuk · Rússia                              | Daniil Zurav · Estônia                               |
| Individual feminino - Grupo I detalhes  | Shaline Ruegger · Suíça                        | Ella Mizrahi · Israel                               | Serena Giraud · França                               |
| Individual feminino - Grupo II detalhes | Stanislava Konstantinova · Rússia              | Alisa Fedichkina · Rússia                           | Diana Nikitina · Letônia                             |
| Dança no gelo detalhes                  | Aleksandra Amelkhina · Andrey Filatov · Rússia | Ksenia Konkina · Georgy Reviya · Rússia             | Sarah Marine Rouffanche · Geoffrey Brissaud · França |
| Noviço avançado                         |                                                |                                                     |                                                      |
| Individual masculino detalhes           | Egor Rukhin · Rússia                           | Andreas Nordeback · Suécia                          | Jegor Eschlinger · Alemanha                          |
| Individual feminino detalhes            | Alexandra Feigin · Bulgária                    | Aleksandra Trusova · Rússia                         | Diana Guseva · Rússia                                |
| Dança no gelo detalhes                  | Irina Khavronina · Nikita Tashirev · Rússia    | Ekaterina Kuznetsova · Dmitrii Parkhomenko · Rússia | Angelina Zimina · Egor Goncharov · Rússia            |

## Resultados

### Sênior

#### Individual masculino
| Pos.              | Nome               | Nacionalidade  | Pontos | PC         | PL          |
| ----------------- | ------------------ | -------------- | ------ | ---------- | ----------- |
| Medalha de ouro   | Max Aaron          | Estados Unidos | 252.16 | 87.03 (1)  | 165.13 (1)  |
| Medalha de prata  | Dmitri Aliev       | Rússia         | 226.72 | 71.12 (4)  | 155.60 (2)  |
| Medalha de bronze | Deniss Vasiļjevs   | Letônia        | 208.53 | 78.63 (2)  | 129.90 (5)  |
| 4                 | Artem Lezheev      | Rússia         | 205.11 | 71.73 (3)  | 133.38 (4)  |
| 5                 | Ivan Pavlov        | Ucrânia        | 202.32 | 67.43 (5)  | 133.38 (4)  |
| 6                 | Pavel Ignatenko    | Bielorrússia   | 191.08 | 61.34 (8)  | 129.74 (6)  |
| 7                 | Kevin Aymoz        | França         | 179.06 | 67.18 (6)  | 111.88 (9)  |
| 8                 | Sondre Oddvoll Bøe | Noruega        | 176.55 | 58.33 (9)  | 118.22 (8)  |
| 9                 | Maurizio Zandron   | Itália         | 167.47 | 48.64 (13) | 118.83 (7)  |
| 10                | Paul Fentz         | Alemanha       | 166.84 | 62.32 (7)  | 104.52 (13) |
| 11                | Łukasz Kędzierski  | Polônia        | 164.19 | 54.08 (11) | 110.11 (10) |
| 12                | Tino Olenius       | Finlândia      | 162.47 | 54.15 (10) | 108.32 (11) |
| 13                | Slavik Hayrapetyan | Armênia        | 150.87 | 45.40 (14) | 105.48 (12) |
| 14                | Juho Pirinen       | Finlândia      | 147.93 | 51.79 (12) | 96.14 (14)  |
| WD                | Iassen Petkov      | Bulgária       | —      | — (WD)     |             |

#### Individual feminino
| Pos.              | Nome                   | Nacionalidade    | Pontos | PC         | PL         |
| ----------------- | ---------------------- | ---------------- | ------ | ---------- | ---------- |
| Medalha de ouro   | Maria Sotskova         | Rússia           | 186.30 | 64.82 (1)  | 121.48 (1) |
| Medalha de prata  | Elizabet Tursynbayeva  | Cazaquistão      | 174.87 | 57.48 (3)  | 117.39 (2) |
| Medalha de bronze | Tyler Pierce           | Estados Unidos   | 171.72 | 62.57 (2)  | 109.15 (4) |
| 4                 | Viveca Lindfors        | Finlândia        | 157.06 | 47.09 (8)  | 109.97 (3) |
| 5                 | Angelīna Kučvaļska     | Letônia          | 156.12 | 52.86 (4)  | 103.26 (6) |
| 6                 | Nathalie Weinzierl     | Alemanha         | 150.75 | 47.29 (7)  | 103.46 (5) |
| 7                 | Lutricia Bock          | Alemanha         | 146.16 | 51.44 (6)  | 94.72 (10) |
| 8                 | Choi Da-Bin            | Coreia do Sul    | 145.92 | 43.74 (13) | 102.18 (7) |
| 9                 | Nicole Schott          | Alemanha         | 144.30 | 51.72 (5)  | 92.58 (11) |
| 10                | Elizaveta Ukolova      | República Tcheca | 140.85 | 45.11 (10) | 95.74 (9)  |
| 11                | Eliška Březinová       | República Tcheca | 136.76 | 40.91 (17) | 95.85 (8)  |
| 12                | Juni Marie Benjaminsen | Noruega          | 128.74 | 45.24 (9)  | 83.50 (13) |
| 13                | Aleksandra Golovkina   | Lituânia         | 124.65 | 43.39 (14) | 81.26 (14) |
| 14                | Camilla Gjersem        | Noruega          | 124.22 | 43.04 (15) | 81.18 (15) |
| 15                | Helery Hälvin          | Estônia          | 123.91 | 39.46 (18) | 84.45 (12) |
| 16                | Hanna Kiviniemi        | Finlândia        | 118.92 | 44.15 (11) | 74.77 (17) |
| 17                | Johanna Allik          | Estônia          | 112.71 | 38.31 (19) | 74.40 (18) |
| 18                | Fleur Maxwell          | Luxemburgo       | 111.05 | 35.64 (20) | 75.41 (16) |
| 19                | Maria Gorokhova        | Rússia           | 109.54 | 44.00 (12) | 65.54 (19) |
| 20                | Elžbieta Kropa         | Lituânia         | 104.95 | 42.21 (16) | 62.74 (20) |
| 21                | Matilde Gianocca       | Suíça            | 96.79  | 34.91 (21) | 61.88 (21) |
| 22                | Deimantė Kizalaitė     | Lituânia         | 89.10  | 34.71 (22) | 54.39 (22) |
| WD                | Milena Danielyan       | Armênia          | —      | — (WD)     |            |
| WD                | Jenni Saarinen         | Finlândia        | —      | — (WD)     |            |

#### Duplas
| Pos.              | Nome                                     | Nacionalidade  | Pontos | PC        | PL         |
| ----------------- | ---------------------------------------- | -------------- | ------ | --------- | ---------- |
| Medalha de ouro   | Aliona Savchenko / Bruno Massot          | Alemanha       | 214.42 | 71.44 (1) | 142.98 (1) |
| Medalha de prata  | Mari Vartmann / Ruben Blommaert          | Alemanha       | 177.04 | 61.62 (2) | 115.75 (2) |
| Medalha de bronze | Amani Fancy / Christopher Boyadji        | Reino Unido    | 156.72 | 53.94 (3) | 102.78 (3) |
| 4                 | Goda Butkutė / Nikita Ermolaev           | Lituânia       | 147.08 | 47.04 (6) | 100.04 (4) |
| 5                 | Madeline Aaron / Max Settlage            | Estados Unidos | 143.48 | 50.76 (5) | 93.02 (5)  |
| 6                 | Minerva Fabienne Hase / Nolan Seegert    | Alemanha       | 138.22 | 50.76 (4) | 87.46 (7)  |
| 7                 | Bogdana Lukashevich / Alexander Stepanov | Rússia         | 135.62 | 43.66 (7) | 91.96 (6)  |
| 8                 | Alexandra Iovanna / Filippo Ambrosini    | Itália         | 106.92 | 33.74 (8) | 73.18 (9)  |
| 9                 | Lana Petranović / Michael Lueck          | Croácia        | 106.26 | 28.86 (9) | 77.40 (8)  |

#### Dança no gelo
| Pos.              | Nome                                  | Nacionalidade  | Pontos | PC         | PL         |
| ----------------- | ------------------------------------- | -------------- | ------ | ---------- | ---------- |
| Medalha de ouro   | Isabella Tobias / Ilia Tkachenko      | Israel         | 160.84 | 61.90 (1)  | 98.94 (1)  |
| Medalha de prata  | Federica Testa / Lukáš Csölley        | Eslováquia     | 149.56 | 56.28 (2)  | 93.28 (2)  |
| Medalha de bronze | Cecilia Törn / Jussiville Partanen    | Finlândia      | 142.90 | 53.06 (5)  | 89.84 (3)  |
| 4                 | Anastasia Cannuscio / Colin Mcmanus   | Estados Unidos | 130.46 | 54.26 (3)  | 76.20 (9)  |
| 5                 | Katharina Müller / Tim Dieck          | Alemanha       | 128.82 | 47.26 (7)  | 81.56 (4)  |
| 6                 | Alexandra Nazarova / Maxim Nikitin    | Ucrânia        | 127.84 | 53.82 (4)  | 74.02 (10) |
| 7                 | Victoria Manni / Saverio Giacomelli   | Itália         | 127.20 | 48.76 (6)  | 78.44 (6)  |
| 8                 | Lorenza Alessandrini / Pierre Souquet | França         | 125.46 | 47.18 (8)  | 78.28 (7)  |
| 9                 | Valeria Haistruk / Oleksiy Oliynyk    | Ucrânia        | 125.30 | 45.36 (9)  | 79.94 (5)  |
| 10                | Olga Jakushina / Andrey Nevskiy       | Letônia        | 119.58 | 42.94 (10) | 76.64 (8)  |
| 11                | Karina Uzurova / Aaron Chapplain      | Cazaquistão    | 105.26 | 42.10 (11) | 63.16 (12) |
| 12                | Marina Elias / Denis Koreline         | Estônia        | 97.74  | 34.54 (13) | 63.20 (11) |
| 13                | Aurelia Ippolito / Bennet Preiss      | Alemanha       | 91.14  | 32.04 (14) | 59.10 (13) |
| 14                | Katarina Paice / Yuri Eremenko        | Suíça          | 88.80  | 35.20 (12) | 53.60 (14) |

### Júnior

#### Individual masculino júnior
| Pos.              | Nome              | Nacionalidade | Pontos | PC         | PL         |
| ----------------- | ----------------- | ------------- | ------ | ---------- | ---------- |
| Medalha de ouro   | Dmitry Bushlanov  | Rússia        | 180.76 | 61.76 (2)  | 119.00 (1) |
| Medalha de prata  | Igor Efimchuk     | Rússia        | 171.94 | 65.18 (1)  | 106.76 (3) |
| Medalha de bronze | Daniil Zurav      | Estônia       | 158.84 | 51.97 (4)  | 106.87 (2) |
| 4                 | Glebs Basins      | Letônia       | 154.86 | 54.35 (3)  | 100.51 (5) |
| 5                 | Larry Loupolover  | Azerbaijão    | 146.99 | 46.95 (7)  | 100.04 (6) |
| 6                 | Jegor Zelenjak    | Estônia       | 146.89 | 45.66 (8)  | 101.23 (4) |
| 7                 | Adam Siao Him Fa  | França        | 142.88 | 44.69 (9)  | 98.19 (7)  |
| 8                 | Aleksandr Selevko | Estônia       | 142.48 | 50.79 (5)  | 91.69 (8)  |
| 9                 | Joshua Rols       | França        | 132.81 | 48.32 (6)  | 84.49 (10) |
| 10                | Nurullah Sahaka   | Suíça         | 128.44 | 42.26 (11) | 86.18 (9)  |
| 11                | Maksim Kuznetcov  | Rússia        | 117.33 | 43.10 (10) | 74.23 (11) |
| 12                | Igors Tatarinovs  | Letônia       | 67.98  | 25.48 (12) | 42.50 (12) |
| WD                | Mark Gorodnitsky  | Israel        | —      | — (WD)     |            |
| WD                | Ilia Chernykh     | Rússia        | —      | — (WD)     |            |

#### Individual feminino júnior

##### Grupo I
| Pos.              | Nome                  | Nacionalidade | Pontos | PC         | PL         |
| ----------------- | --------------------- | ------------- | ------ | ---------- | ---------- |
| Medalha de ouro   | Shaline Ruegger       | Suíça         | 117.80 | 44.46 (1)  | 73.34 (2)  |
| Medalha de prata  | Ella Mizrahi          | Israel        | 113.82 | 39.36 (2)  | 74.46 (1)  |
| Medalha de bronze | Serena Giraud         | França        | 108.59 | 36.39 (7)  | 72.20 (3)  |
| 4                 | Aleksandra Butko      | Letônia       | 105.58 | 37.29 (5)  | 68.29 (4)  |
| 5                 | Sinikka Paukku        | Estônia       | 104.99 | 38.35 (3)  | 66.64 (7)  |
| 6                 | Diana Reinsalu        | Estônia       | 103.00 | 37.57 (4)  | 65.43 (8)  |
| 7                 | Elizaveta Leonova     | Estônia       | 102.26 | 35.54 (8)  | 66.72 (6)  |
| 8                 | Marianne Stalen       | Noruega       | 101.76 | 34.81 (9)  | 66.95 (5)  |
| 9                 | Darya Batura          | Bielorrússia  | 92.09  | 28.95 (14) | 63.14 (9)  |
| 10                | Oona Ounasvuori       | Finlândia     | 91.30  | 36.99 (6)  | 54.31 (10) |
| 11                | Greta Morkyte         | Lituânia      | 84.18  | 29.99 (12) | 54.19 (11) |
| 12                | Bethan Whiteman       | Reino Unido   | 80.72  | 29.78 (13) | 50.94 (12) |
| 13                | Brita Paula Poder     | Estônia       | 79.81  | 30.45 (11) | 49.36 (13) |
| 14                | Kart Jodsche          | Estônia       | 75.99  | 27.40 (16) | 48.59 (14) |
| 15                | Alicia Tsingisser     | Estônia       | 74.15  | 31.30 (10) | 42.85 (18) |
| 16                | Ethel Enniko          | Estônia       | 71.49  | 28.18 (15) | 43.31 (17) |
| 17                | Anastassia Smolenski  | Estônia       | 71.40  | 26.40 (17) | 45.00 (15) |
| 18                | Elizaveta Smeleva     | Estônia       | 67.02  | 23.28 (18) | 43.74 (16) |
| 19                | Dzoana Pajus          | Estônia       | 52.74  | 21.87 (19) | 30.87 (20) |
| 20                | Aleksandra Tsurilova  | Estônia       | 48.32  | 15.33 (20) | 32.99 (19) |
| WD                | Elizabeth Jour        | Israel        | —      | — (WD)     |            |
| WD                | Anastasiia Streltsova | Rússia        | —      | — (WD)     |            |

##### Grupo II
| Pos.              | Nome                      | Nacionalidade | Pontos | PC         | PL         |
| ----------------- | ------------------------- | ------------- | ------ | ---------- | ---------- |
| Medalha de ouro   | Stanislava Konstantinova  | Rússia        | 191.86 | 68.36 (1)  | 123.50 (1) |
| Medalha de prata  | Alisa Fedichkina          | Rússia        | 175.29 | 64.98 (2)  | 110.31 (3) |
| Medalha de bronze | Diana Nikitina            | Letônia       | 168.95 | 58.56 (3)  | 110.39 (2) |
| 4                 | Anastasia Gozhva          | Ucrânia       | 152.39 | 46.67 (5)  | 105.72 (4) |
| 5                 | Anita Ostlund             | Suécia        | 140.44 | 50.60 (4)  | 89.84 (5)  |
| 6                 | Petra Laakkonen           | Finlândia     | 129.04 | 43.73 (7)  | 85.31 (7)  |
| 7                 | Augusta-Anastasia Evseeva | Rússia        | 126.51 | 43.78 (6)  | 82.73 (8)  |
| 8                 | Kristina Shkuleta-Gromova | Estônia       | 124.94 | 37.72 (10) | 87.22 (6)  |
| 9                 | Calista Krass             | Estônia       | 110.23 | 36.90 (12) | 73.33 (9)  |
| 10                | Darja Shatibelko          | Letônia       | 108.71 | 37.42 (11) | 71.29 (11) |
| 11                | Viktorija Shitova         | Letônia       | 106.52 | 35.21 (18) | 71.31 (10) |
| 12                | Alina Suponenko           | Bielorrússia  | 106.17 | 40.32 (9)  | 65.85 (14) |
| 13                | Daria Gozhva              | Ucrânia       | 105.91 | 41.82 (8)  | 64.09 (17) |
| 14                | Elizabete Jubkane         | Letônia       | 104.31 | 35.85 (14) | 68.46 (12) |
| 15                | Darja Fjodorova           | Estônia       | 102.21 | 36.32 (13) | 65.89 (13) |
| 16                | Anzelika Klujeva          | Letônia       | 100.93 | 35.67 (15) | 65.26 (15) |
| 17                | Ieva Mikelionyte          | Lituânia      | 99.92  | 35.65 (16) | 64.27 (16) |
| 18                | Malika Sharshenbaeva      | Quirguistão   | 98.48  | 35.46 (17) | 63.02 (18) |
| 19                | Hanna Paroshyna           | Bielorrússia  | 93.54  | 31.99 (19) | 61.55 (19) |
| 20                | Linda Lukas               | Estônia       | 92.75  | 31.55 (23) | 61.20 (20) |
| 21                | Laura Britt Jarvsoo       | Estônia       | 92.41  | 31.58 (21) | 60.83 (21) |
| 22                | Thyle Kelder              | Estônia       | 92.22  | 31.79 (20) | 60.43 (22) |
| 23                | Katerina Griskun          | Estônia       | 89.19  | 30.32 (24) | 58.87 (23) |
| 24                | Vlada Laha                | Letônia       | 85.27  | 29.43 (26) | 55.84 (24) |
| 25                | Alisa Turchina            | Bielorrússia  | 78.56  | 27.32 (27) | 51.24 (25) |
| 26                | Anna Mai Allikmae         | Estônia       | 74.12  | 31.57 (22) | 42.55 (27) |
| 27                | Eva-Liisa Lohmus          | Estônia       | 70.94  | 24.00 (30) | 46.94 (26) |
| 28                | Kamile Linauskaite        | Lituânia      | 69.41  | 30.05 (25) | 39.36 (29) |
| 29                | Aleksandra Nesterova      | Quirguistão   | 66.84  | 26.71 (28) | 40.13 (28) |
| 30                | Hanna-Kristella Lehtsaar  | Estônia       | 62.64  | 25.66 (29) | 36.98 (30) |
| 31                | Valeria Smolina           | Estônia       | 59.05  | 22.70 (31) | 36.35 (31) |
| WD                | Alena Rivkina             | Israel        | —      | — (WD)     |            |
| WD                | Gabrielle Vinokur         | Israel        | —      | — (WD)     |            |

#### Dança no gelo júnior
| Pos.              | Nome                                        | Nacionalidade | Pontos | PC         | PL         |
| ----------------- | ------------------------------------------- | ------------- | ------ | ---------- | ---------- |
| Medalha de ouro   | Aleksandra Amelkhina / Andrey Filatov       | Rússia        | 138.85 | 56.88 (2)  | 81.97 (1)  |
| Medalha de prata  | Ksenia Konkina / Georgy Reviya              | Rússia        | 133.01 | 57.11 (1)  | 75.90 (3)  |
| Medalha de bronze | Sarah Marine Rouffanche / Geoffrey Brissaud | França        | 130.07 | 53.47 (3)  | 76.60 (2)  |
| 4                 | Polina Ivanenko / Daniil Karpov             | Rússia        | 125.83 | 51.70 (4)  | 74.13 (4)  |
| 5                 | Arina Yshakova / Maxim Nekrasov             | Rússia        | 122.77 | 51.47 (5)  | 71.30 (5)  |
| 6                 | Emilia Kalehanava / Uladzislau Palkhouski   | Bielorrússia  | 117.69 | 50.92 (6)  | 66.77 (7)  |
| 7                 | Valentina Schar / Carlo Rothlisberger       | Suíça         | 115.79 | 49.19 (7)  | 66.60 (8)  |
| 8                 | Viktoria Semenjuk / Artur Gruzdev           | Estônia       | 115.21 | 46.91 (8)  | 68.30 (6)  |
| 9                 | Hanna Jakucs / Daniel Illes                 | Hungria       | 107.91 | 43.34 (9)  | 64.57 (9)  |
| 10                | Francesca Righi / Pietro Papetti            | Itália        | 104.30 | 42.80 (10) | 61.50 (10) |
| 11                | Olexandra Borysova / Cezary Zawadzki        | Polônia       | 101.57 | 41.07 (12) | 60.50 (12) |
| 12                | Katerina Bunina / German Frolov             | Estônia       | 100.43 | 39.66 (13) | 60.77 (11) |
| 13                | Jenna Hertenstein / Damian Binkowski        | Polônia       | 94.03  | 36.96 (18) | 57.07 (13) |
| 14                | Polina Michanchuk / Vladimir Zaitsau        | Bielorrússia  | 93.72  | 39.09 (14) | 54.63 (14) |
| 15                | Carolina Peroni / Alessio Galli             | Itália        | 93.26  | 42.66 (11) | 50.60 (16) |
| 16                | Manon Juret / Axel Lamasse                  | França        | 91.29  | 38.72 (16) | 52.57 (15) |
| 17                | Mia Jowitt / Peter Beaumont                 | Reino Unido   | 88.82  | 38.65 (17) | 50.17 (17) |
| 18                | Federica Madaschi / Andrea Alchieri         | Itália        | 69.59  | 27.43 (19) | 42.16 (19) |
| 19                | Slavyana Tsenova / Adrian Wolf              | Alemanha      | 68.64  | 25.97 (20) | 42.67 (18) |
| WD                | Sandrine Hofstetter / Benjamin Steffan      | Alemanha      | —      | 39.09 (14) | — (WD)     |
| WD                | Anastassya Tkacheva / Vadzim Davidovich     | Bielorrússia  | —      | — (WD)     |            |
| WD                | Olga Giglava / Oleksandr Siroshtan          | Ucrânia       | —      | — (WD)     |            |

### Noviço avançado

#### Individual masculino noviço avançado
| Pos.              | Nome                | Nacionalidade | Pontos | PC         | PL         |
| ----------------- | ------------------- | ------------- | ------ | ---------- | ---------- |
| Medalha de ouro   | Egor Rukhin         | Rússia        | 114.39 | 37.64 (2)  | 76.75 (1)  |
| Medalha de prata  | Andreas Nordeback   | Suécia        | 101.50 | 37.81 (1)  | 63.69 (3)  |
| Medalha de bronze | Jegor Eschlinger    | Alemanha      | 99.98  | 35.28 (3)  | 64.70 (2)  |
| 4                 | Mihhail Selevko     | Estônia       | 96.19  | 34.81 (4)  | 61.38 (4)  |
| 5                 | Xan Rols            | França        | 83.94  | 29.99 (7)  | 53.95 (5)  |
| 6                 | Daniil Shevtcov     | Rússia        | 83.03  | 31.79 (6)  | 51.24 (6)  |
| 7                 | Mikhail Sitalov     | Rússia        | 79.96  | 31.82 (5)  | 48.14 (9)  |
| 8                 | Mikla Rasia         | Finlândia     | 76.93  | 28.52 (9)  | 48.41 (8)  |
| 9                 | Kim Georgs Pavlovs  | Letônia       | 74.95  | 29.08 (8)  | 45.87 (10) |
| 10                | Kristian Chasovskih | Estônia       | 71.78  | 21.10 (11) | 50.68 (7)  |
| 11                | Illia Okhrimenko    | Ucrânia       | 68.02  | 24.63 (10) | 43.39 (11) |
| 12                | Ivan Mikhaylov      | Estônia       | 57.61  | 20.22 (12) | 37.39 (12) |

#### Individual feminino noviço avançado
| Pos.              | Nome                  | Nacionalidade | Pontos | PC         | PL         |
| ----------------- | --------------------- | ------------- | ------ | ---------- | ---------- |
| Medalha de ouro   | Alexandra Feigin      | Bulgária      | 114.02 | 40.02 (2)  | 74.00 (2)  |
| Medalha de prata  | Aleksandra Trusova    | Rússia        | 113.11 | 36.23 (5)  | 76.88 (1)  |
| Medalha de bronze | Diana Guseva          | Rússia        | 107.58 | 42.32 (1)  | 65.26 (3)  |
| 4                 | Mariia Danilova       | Rússia        | 96.26  | 36.54 (4)  | 59.72 (4)  |
| 5                 | Annely Vahi           | Estônia       | 90.74  | 31.20 (10) | 59.54 (5)  |
| 6                 | Smilla Szalkai        | Suécia        | 88.41  | 33.05 (6)  | 55.36 (6)  |
| 7                 | Aliaksanda Chepeleva  | Bielorrússia  | 85.77  | 31.91 (8)  | 53.86 (7)  |
| 8                 | Essi Korpi            | Finlândia     | 84.80  | 32.94 (7)  | 51.86 (14) |
| 9                 | Elina Rancane         | Letônia       | 83.46  | 31.30 (9)  | 52.16 (12) |
| 10                | Monica Lindfors       | Finlândia     | 83.33  | 30.47 (12) | 52.86 (9)  |
| 11                | Aleksandra Shlahova   | Letônia       | 82.17  | 29.86 (14) | 52.31 (10) |
| 12                | Isabel Ratsepp        | Estônia       | 81.99  | 28.55 (17) | 53.44 (8)  |
| 13                | Eva-Lotta Kiibus      | Estônia       | 81.02  | 30.85 (11) | 50.17 (18) |
| 14                | Maelle Oberlander     | Alemanha      | 80.83  | 28.76 (16) | 52.07 (13) |
| 15                | Keita Maizite         | Letônia       | 80.06  | 27.77 (20) | 52.29 (11) |
| 16                | Jekaterina Rudneva    | Estônia       | 79.42  | 30.37 (13) | 49.05 (21) |
| 17                | Alina Urushadze       | Letônia       | 79.26  | 37.12 (3)  | 42.14 (36) |
| 18                | Polina Gradilenko     | Rússia        | 78.52  | 27.29 (23) | 51.23 (15) |
| 19                | Diana Kurbaka         | Letônia       | 78.44  | 29.21 (15) | 49.23 (20) |
| 20                | Elisa Sirgant         | França        | 78.37  | 27.74 (21) | 50.63 (16) |
| 21                | Kerli Illipe          | Estônia       | 76.30  | 26.31 (27) | 49.99 (19) |
| 22                | Marta Krista Zitare   | Letônia       | 76.21  | 25.92 (29) | 50.29 (17) |
| 23                | Polina Skorkina       | Estônia       | 75.29  | 27.99 (19) | 47.30 (25) |
| 24                | Anastasija Pavlovicha | Letônia       | 75.00  | 28.26 (18) | 46.74 (27) |
| 25                | Eva Iakovleva         | Quirguistão   | 74.34  | 27.27 (24) | 47.07 (26) |
| 26                | Marija Tsvetkova      | Estônia       | 74.28  | 25.54 (30) | 48.74 (22) |
| 27                | Valerija Petrova      | Letônia       | 73.85  | 25.98 (28) | 47.87 (24) |
| 28                | Nella Noiva           | Finlândia     | 71.25  | 23.16 (37) | 48.09 (23) |
| 29                | Kristiana Kronkalne   | Letônia       | 71.13  | 24.97 (31) | 46.16 (29) |
| 30                | Manuela Ruiz          | França        | 70.55  | 26.53 (26) | 44.02 (33) |
| 31                | Rebekka Helena Pindma | Estônia       | 69.53  | 23.32 (36) | 46.21 (28) |
| 32                | Laura Anikina         | Estônia       | 68.54  | 24.51 (34) | 44.03 (32) |
| 33                | Anna Afonina          | Estônia       | 68.50  | 23.40 (35) | 45.10 (30) |
| 34                | Varvara Petrova       | Quirguistão   | 67.74  | 22.65 (40) | 45.09 (31) |
| 35                | Merily Keskkula       | Estônia       | 67.18  | 24.84 (32) | 42.34 (35) |
| 36                | Viola Sergejeva       | Estônia       | 66.51  | 24.53 (33) | 41.98 (37) |
| 37                | Lana Ribnikova        | Letônia       | 65.58  | 22.77 (38) | 42.81 (34) |
| 38                | Karoliine Raudsepp    | Estônia       | 65.51  | 26.97 (25) | 38.54 (43) |
| 39                | Karina Kuritsyna      | Estônia       | 63.96  | 22.62 (42) | 41.34 (39) |
| 40                | Violetta Li           | Quirguistão   | 63.32  | 22.63 (41) | 40.69 (40) |
| 41                | Daria Maksimova       | Rússia        | 62.88  | 21.42 (46) | 41.46 (38) |
| 42                | Marianne Dretvik      | Noruega       | 61.77  | 22.37 (43) | 39.40 (41) |
| 43                | Anastasia Lebedeva    | Rússia        | 60.84  | 21.71 (45) | 39.13 (42) |
| 44                | Anna Perstuk          | Estônia       | 58.24  | 21.08 (48) | 37.16 (44) |
| 45                | Viktoria Lustshikova  | Estônia       | 56.50  | 21.27 (47) | 35.23 (46) |
| 46                | Jenny Persen Gjervan  | Noruega       | 55.98  | 19.62 (49) | 36.36 (45) |
| 47                | Eliza Lote Lapaine    | Letônia       | 55.66  | 22.06 (44) | 33.60 (47) |
| 48                | Marioa Bjorkli        | Noruega       | 53.21  | 22.69 (39) | 30.52 (49) |
| 49                | Kristina Sursikova    | Rússia        | 49.64  | 18.60 (50) | 31.04 (48) |
| 50                | Polina Nagapetjan     | Estônia       | 45.92  | 18.58 (51) | 27.34 (50) |
| WD                | Anete Lace            | Letônia       | —      | 27.60 (22) | — (WD)     |
| WD                | Yoana Mateva          | Bulgária      | —      | — (WD)     |            |
| WD                | Emilia Koger          | Estônia       | —      | — (WD)     |            |
| WD                | Lorie Guitard         | França        | —      | — (WD)     |            |
| WD                | Sophie Abrams         | Israel        | —      | — (WD)     |            |

#### Dança no gelo noviço avançado
| Pos.              | Nome                                         | Nacionalidade | Pontos | P1        | P2        | PL         |
| ----------------- | -------------------------------------------- | ------------- | ------ | --------- | --------- | ---------- |
| Medalha de ouro   | Irina Khavronina / Nikita Tashirev           | Rússia        | 87.11  | 13.87 (2) | 15.87 (2) | 57.37 (1)  |
| Medalha de prata  | Ekaterina Kuznetsova / Dmitrii Parkhomenko   | Rússia        | 84.43  | 14.01 (1) | 16.88 (1) | 53.54 (2)  |
| Medalha de bronze | Angelina Zimina / Egor Goncharov             | Rússia        | 73.54  | 10.80 (6) | 12.21 (4) | 50.53 (3)  |
| 4                 | Jessenia Tsenkman / Marko Jevgeni Gaidajenko | Estônia       | 65.64  | 11.69 (4) | 8.60 (11) | 45.35 (4)  |
| 8                 | Lara Luft / Asaf Kazimov                     | Alemanha      | 60.83  | 9.45 (9)  | 9.98 (8)  | 41.40 (5)  |
| 5                 | Mariam Tcherkesia / Alexandre Khoklov        | França        | 63.49  | 11.37 (5) | 11.09 (6) | 41.03 (6)  |
| 6                 | Sofia Stolyarenko / Artem Stupin             | Rússia        | 62.91  | 11.92 (3) | 11.44 (5) | 39.55 (7)  |
| 9                 | Sara Campanini / Francesco Riva              | Itália        | 57.79  | 8.91 (11) | 9.45 (9)  | 39.43 (8)  |
| 7                 | Aleksandra Samersova / Fedor Sharonov        | Rússia        | 62.26  | 10.79 (7) | 12.47 (3) | 39.00 (9)  |
| 10                | Karina Sidorenko / Maksim Elenich            | Bielorrússia  | 55.01  | 9.06 (10) | 8.91 (10) | 37.04 (10) |
| 11                | Katrina Myntti / Mirko Niskanen              | Finlândia     | 53.99  | 10.05 (8) | 10.47 (7) | 33.47 (11) |
| 12                | Darja Netjaga / Kevin Ojala                  | Estônia       | 44.20  | 6.75 (13) | 6.79 (12) | 30.66 (12) |
| 13                | Maria Voltskova / Marko Karpats              | Estônia       | 43.35  | 7.40 (12) | 6.49 (13) | 29.46 (13) |
| WD                | Irina Khavronina / Nikita Tashirev           | Rússia        | —      | — (WD)    |           |            |
| WD                | Angelina Zimina / Egor Goncharov             | Rússia        | —      | — (WD)    |           |            |
| WD                | Maria Marchenko / Egor Pozdniakov            | Rússia        | —      | — (WD)    |           |            |

## Quadro de medalhas
Sênior
| Ordem | País           | Medalha de ouro | Medalha de prata | Medalha de bronze |    | Ordem por total |
| ----- | -------------- | --------------- | ---------------- | ----------------- | -- | --------------- |
| 1     | Alemanha       | 1               | 1                |                   | 2  | 1               |
| 1     | Rússia         | 1               | 1                |                   | 2  | 1               |
| 3     | Estados Unidos | 1               |                  | 1                 | 2  | 1               |
| 4     | Israel         | 1               |                  |                   | 1  | 4               |
| 5     | Cazaquistão    |                 | 1                |                   | 1  | 4               |
| 5     | Eslováquia     |                 | 1                |                   | 1  | 4               |
| 7     | Finlândia      |                 |                  | 1                 | 1  | 4               |
| 7     | Letônia        |                 |                  | 1                 | 1  | 4               |
| 7     | Reino Unido    |                 |                  | 1                 | 1  | 4               |
| TOTAL | TOTAL          | 4               | 4                | 4                 | 12 | —               |

Geral
| Ordem | País           | Medalha de ouro | Medalha de prata | Medalha de bronze |    | Ordem por total |
| ----- | -------------- | --------------- | ---------------- | ----------------- | -- | --------------- |
| 1     | Rússia         | 6               | 6                | 2                 | 14 | 1               |
| 2     | Alemanha       | 1               | 1                | 1                 | 3  | 2               |
| 3     | Israel         | 1               | 1                |                   | 2  | 3               |
| 4     | Estados Unidos | 1               |                  | 1                 | 2  | 3               |
| 5     | Bulgária       | 1               |                  |                   | 1  | 7               |
| 5     | Suíça          | 1               |                  |                   | 1  | 7               |
| 7     | Cazaquistão    |                 | 1                |                   | 1  | 7               |
| 7     | Eslováquia     |                 | 1                |                   | 1  | 7               |
| 7     | Suécia         |                 | 1                |                   | 1  | 7               |
| 10    | França         |                 |                  | 2                 | 2  | 3               |
| 10    | Letônia        |                 |                  | 2                 | 2  | 3               |
| 12    | Estônia        |                 |                  | 1                 | 1  | 7               |
| 12    | Finlândia      |                 |                  | 1                 | 1  | 7               |
| 12    | Reino Unido    |                 |                  | 1                 | 1  | 7               |
| TOTAL | TOTAL          | 11              | 11               | 11                | 33 | —               |